# Леді удача
Леді удача (англ. A Lady of Chance) — американська комедійна мелодрама режисера Роберта З. Леонарда 1928 року.

## Сюжет
Доллі на прізвисько «Янгольське личко» займається досить прибутковою, але небезпечною справою. Вона заманює багатих і одружених чоловіків на квартиру з наміром шантажувати їх. Її накриває поліція, але їй вдається уникнути арешту. В готелі Доллі знайомиться з наступною своєю жертвою — наївним хлопцем Стівом, який зробив відкриття і подав заявку на винахід.
Він у мріях вже став багатою людиною і, познайомившись з дівчиною, видав бажане за дійсне. Доллі спочатку бажає взяти в оборот так званого мільйонера, але він не одружений і до того ж «гранично» джентльмен: після першого поцілунку, він менше ніж на шлюб не згоден.

## У ролях
- Норма Ширер — Доллі
- Лоуелл Шерман — Бредлі
- Гвен Лі — Гвен
- Джонні Мак Браун — Стів Крандалл
- Юджин Бессерер — місіс Крандалл
- Бадді Мессінгер — Хенк